# Kavalierhaus Langenargen

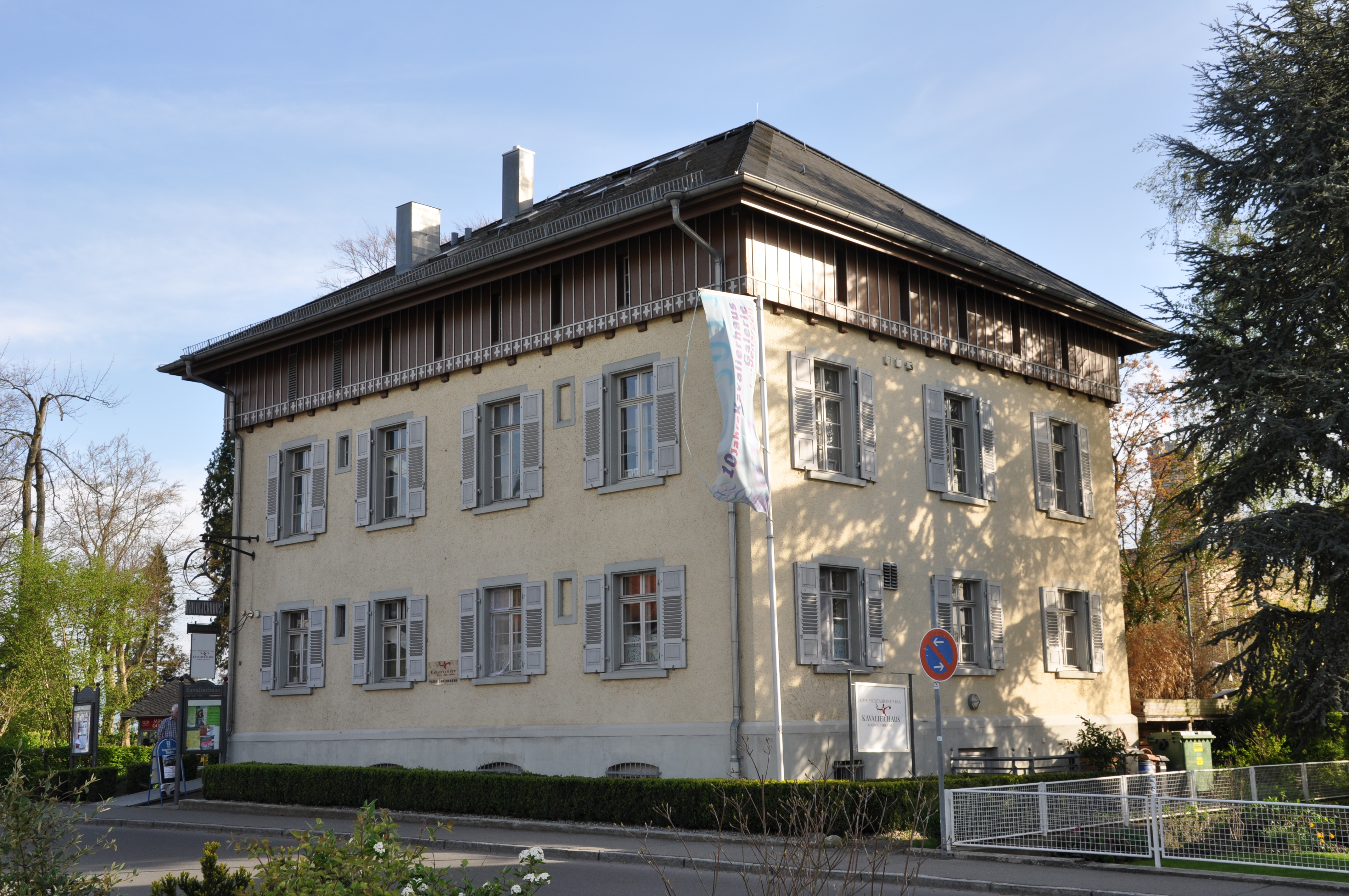
Landseite

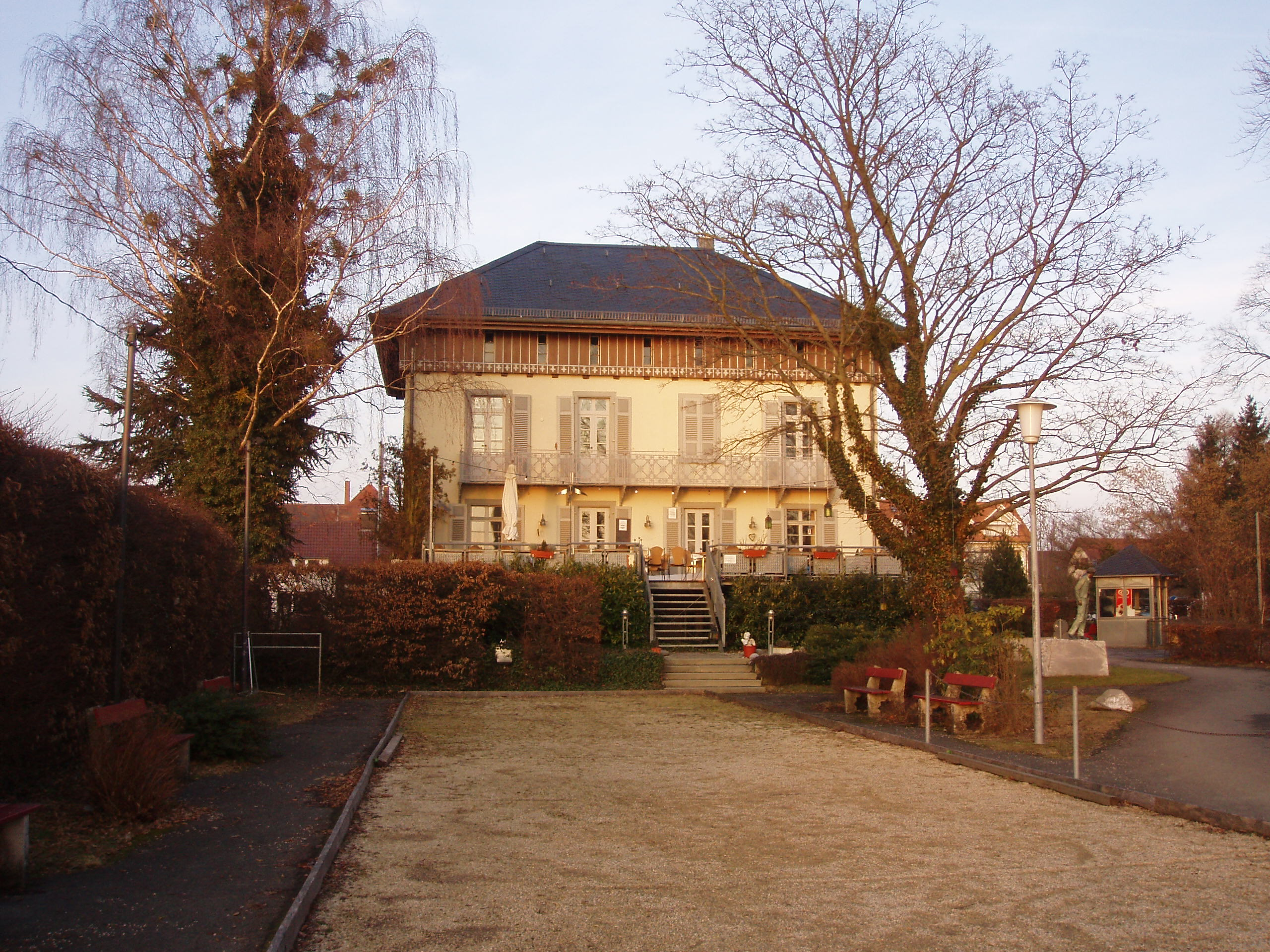
Seeseite

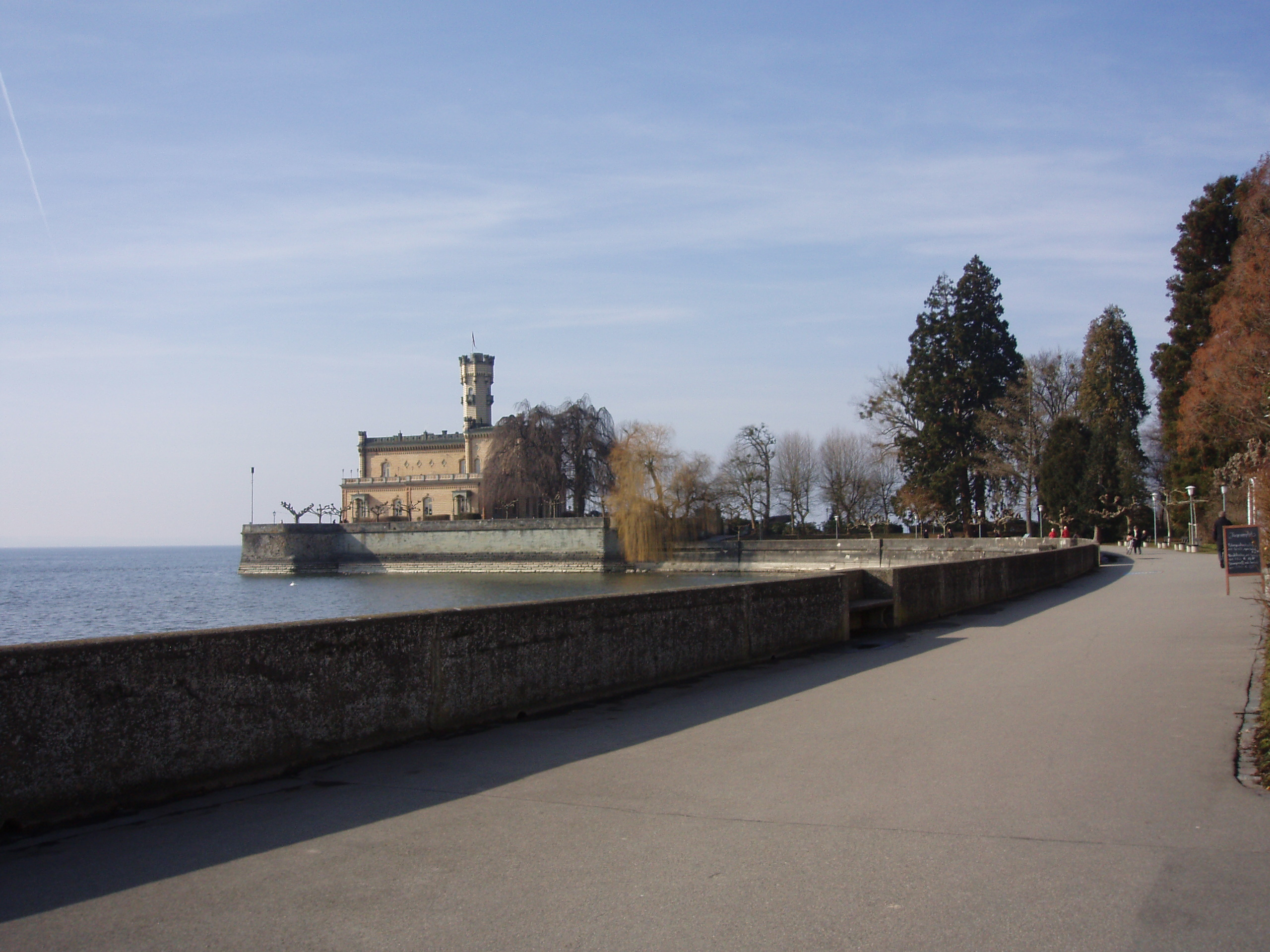
Blick von der Uferpromenade auf Schloss Montfort und seinen Baumbestand

Das Kavalierhaus in Langenargen ist ein historistisches Gebäude aus dem 19. Jahrhundert.

## Architektur
Das Gebäude wurde ab Februar 1866 am Rand des Schlossparks von Schloss Montfort nach Plänen des Architekten Gottlieb Pfeilsticker errichtet. Karl I. von Württemberg hatte den Auftrag erteilt, nachdem deutlich geworden war, dass im eigentlichen Schloss Montfort kein Platz für das gesamte Personal sowie für den Cavalier Ihrer Majestät der Königin Mutter und den Cavalier Seiner Königlichen Hoheit des Prinzen Friedrich war.
Pfeilsticker legte das Kavalierhaus äußerlich völlig symmetrisch an, wodurch das Kuriosum der Attrappe eines Toilettenfensters auf der Straßenseite entstand. Im Park um Schloss Montfort und das Kavalierhaus wachsen Mammutbäume, Bananen, Palmen und auch noch die letzte von zwölf Blutbuchen, die König Karl I. pflanzen ließ.

### Heutige Nutzung
Das Kavalierhaus dient heute als Restaurant und Kulturhaus. Seit 1997 wird das Stipendium Kavalierhaus vergeben, das es bildenden Künstlern ermöglicht, drei Monate lang im Kavalierhaus zu wohnen und anschließend dort eine Ausstellung zu präsentieren. Im Schlosspark gibt es in den Sommermonaten eine Lounge.